# 鬼來電2
《鬼來電2》（日语：着信アリ2），為2004年賣座電影《鬼來電》之續集。2005年2月5日於日本東寶系院線上映。台灣首映日期為2005年3月4日。本片主要拍攝地點為台灣。

## 劇情
七月的東京，在一個下著雨的陰沉午後，幼稚園老師杏子護送著小朋友們下課，一邊忙著工作同時又要進修兒童心理治療師，幾乎沒有時間能與男友尚人見面。尚人立志成為職業攝影師而正在實習中，兩人分別為了自己理想努力並相互打氣。
某日，杏子和圓來到尚人打工的中華料理店拜訪尚人，在打烊之際，店裡傳來了熟悉的電話鈴聲，杏子想起…這不是一年前，引起人們人心惶惶的死亡預告鈴聲嗎？接到自己名字的來電之後，定會聽著電話那頭自己淒絕的慘叫聲而死亡，很快地，尚人身邊便出現了第一個犧牲者...
原來一年多前的詛咒...從未隨著時間而消逝。面對這一連串的離奇死亡事件，前來進行調查的記者孝子趕往了現場，而後發現此與一年前由水沼美美子的怨念造成的命案大不相同。便找上了分居中的先生雨亭尋求有關的線索，在此同時，杏子手機也響起了那死亡鈴聲...。為了讓杏子能勇於面對恐懼，尚人承諾了會保護杏子的誓約。於是兩人便隨著孝子的腳步，到了這次事件的關鍵之地台灣，在連番追查的同時時，卻意外喚醒了一個活生生被縫住嘴巴的不幸少女李麗慘絕憎恨的記憶...。

## 角色
| 劇名               | 演員                       |
| ------------------ | -------------------------- |
| 奧寺杏子           | 美村里江 （ミムラ）        |
| 櫻井尚人           | 吉澤悠                     |
| 野添孝子           | 瀨戶朝香                   |
| 陳雨亭             | 何潤東                     |
| 內山圓             | 金智順 （ちすん）          |
| 本宮勇作           | 石橋蓮司                   |
| 紺野克彥           | 真島秀和                   |
| 王建峰             | 大久保運                   |
| 王美鳳             | 劉致妤 （シャドウ‧リュウ） |
| 水沼美美子         | 大島かれん                 |
| 李麗               | 小泉奈奈                   |
| 野添孝子 （9歲）   | 大窪夕里                   |
| 野添真理子 （9歲） | 大窪凪沙                   |
| 水沼マリエ         | 筒井真理子                 |
| 水沼サチエ         | 鰐淵晴子                   |
| 中村由美           | 柴咲幸                     |
| 高淑梅             | 小林敏江                   |
| 張偉               | 天現寺龍                   |

## 幕後團隊
- 原作：秋元康
- 編劇：大良美波子
- 監製：佐藤直樹﹑有重陽一
- 導演：塚本連平
- 配樂：遠藤浩二
- 企劃：秋元康
- 攝影：喜久村德章
- 燈光：才木勝
- 錄音：瀧澤修
- 剪接：上野聰一
- 製作：黑井和男
- 美術：新田隆之
- 助理監督：山田晃二
- 音效：柴崎憲治

## 主題曲
《愛の祈り／愛的祈禱》
- 作詞：秋元康
- 作曲：Gajin
- 編曲：上杉洋史
- 演唱：aki
- 發行：Sony Music

## 取景地點
- 台北市萬華區環河南路一段
- 台北市信義區虎林街272巷
- 台北市信義區福德街與松山路口
- 嘉義縣梅山鄉瑞峰村

## 外部連結
- 互联网电影数据库（IMDb）上《鬼來電2》的资料（英文）